# Varaita
La Varaita (Vràita en piémontais,Varacho en occitan et Varache en français) est un cours d’eau de la province de Coni (Cuneo), région du Piémont en Italie et premier affluent de droite du Pô.

## Parcours
La rivière naît près de Châteaudauphin (en italien Casteldelfino en occitan Chasteldeifin) de la confluence de deux torrents : le Varaita di Bellino, qui recueille les eaux du vallon du même nom, et le Varaita di Chianale, qui naît sur les pentes du mont Viso et qui est barré dans la commune de Pontechianale formant le lac de Pontechianale (it). Coulant vers l'est puis le nord, il traverse le Val Varaita et baigne plusieurs communes comme Frassino, Sampeyre, Brossasco et Costigliole Saluzzo. Il entre en plaine pour confluer avec le Pô près de Casalgrasso à 241 m.

## Principaux affluents
La Varaita n’a pas d’affluents notables car, après la confluence à Casteldelfino avec ses deux ruisseaux principaux, son lit en vallée se présente plutôt linéaire et peu ramifié. Même sur son parcours en plaine, le torrent ne présente pas un réseau hydrographique très ramifié du fait de la présence proche du Pô à gauche et du Maira à droite.
- À gauche: le Rio Vallanta et Rio Gilba.
- À droite: Torrent Melle, Rio di Valmala et Rio di Rossana.

## Régime
Le régime est torrentiel avec un débit réduit en été et des crues automnales et printanières. Il débouche dans le Pô avec un débit d’environ 13 m3/s.

### Débit moyen
Source : AA.VV., Piano di tutela della acque - Allegato tecnico II.h/1 Bilancio delle disponibilita' idriche naturali e

## Sources/références
1. ↑  {it}Carta Tecnica Regionale raster 1:10.000 (vers.3.0) de la région du Piémont - 2007

- (it) Cet article est partiellement ou en totalité issu de l’article de Wikipédia en italien intitulé « Varaita » (voir la liste des auteurs).